# Feliks Ratajewicz
Feliks Ratajewicz (ur. 20 listopada 1857 w Rzeszowie, zm. 31 lipca 1907 w Radomiu) – polski aktor i przedsiębiorca teatralny, dyrektor teatrów prowincjonalnych.

## Kariera aktorska
Od wczesnych lat występował jako aktor w zespole swojego ojca, a także okazjonalnie w innych zespołach objazdowych (m.in. Feliksa Leona Stobińskiego i Adama Bulwińskiego, Stanisława Brekera i Anastazego Trapszy). W 1889 r. grał i reżyserował w zespole Henryki Simon w Sandomierzu. Występował również w zespole Jana Szymborskiego (1890-1892) oraz przez krótki okres w warszawskim teatrze ogródkowym "Eldorado" (1894). Wystąpił m.in. w rolach: Kuby (Łobzowianie), Ciaputkiewicza (Grube ryby), Cześnika (Zemsta), Antosia Rewizorczuka (Karpaccy górale) i Janka (Krakowiacy i Górale).

## Zarządzanie zespołami teatralnymi
W latach 1882-1887  prowadził samodzielnie zespół teatralny, który dawał przedstawienia w Łowiczu, Zamościu, Hrubieszowie, Chełmie, Łukowie, Siedlcach, Puławach, Dęblinie, Biłgoraju, Janowie, Ciechanowie, Mławie, Kole, Łęczycy. Od 1894 r. do śmierci stale rozwijał działalność swojego zespołu prowincjonalnego. Okresowo zawierał współpracę z innymi przedsiębiorcami teatralnymi, np. z Karolem Hoffmanem (1885), Józefem Cybulskim (1886), Karolem Kremskim (1886), Edwardem Bolesławem Zdanowiczem(1893), Heleną Sułkowską (1894) i  Józefem Grysińskim (1901).

## Życie prywatne
Był synem aktorów Pawła i Marianny Ratajewiczów. Jego żona, Bronisława Ratajewicz również była aktorką.